# Dziennik działań bojowych
Dziennik działań bojowych – jeden z dokumentów sprawozdawczo-informacyjnych jednostki wojskowej, w którym zapisywane są, w sposób chronologiczny, najważniejsze wydarzenia związane z przygotowywaniem i prowadzeniem działań podczas wojny. Na stanowisku dowodzenia dziennik ten prowadzony jest przez dyżurnego operacyjnego i wyznaczonych oficerów poszczególnych komórek funkcjonalnych stanowiska dowodzenia.

## Prowadzenie dziennika działań bojowych
Dystrybucja dokumentów dowodzenia, zwłaszcza dokumentów sprawozdawczo-informacyjnych i dokumentów rozkazodawczych w działaniach bojowych musi być właściwie dokumentowana. Przedsięwzięciu temu służy uzupełnianie danymi dziennika działań bojowych. Jest  to dokument dowodzenia, którego prowadzenie ma na celu zobrazowanie przebiegu działań danej formacji wojskowej oraz przepływu dokumentów i informacji. Zapisywane są w nim informacje dotyczące relacji wewnętrznych danego SD, jak i informacje odzwierciedlające wymianę dokumentów z podwładnymi, przełożonymi, sąsiadami i jednostkami współdziałającymi.
Treść Dziennika  powinna  być powiązana iż informacjami zawartymi na mapie sytuacyjnej. Pozwala to na pełne „śledzenie" rozwoju sytuacji oraz przebiegu działań w funkcji czasu. Po zakończeniu walk dzienniki działań bojowych wraz z mapami sytuacyjnymi służą do dokonywania ocen prowadzonych działań i formułowania wynikających z nich wniosków, opracowania publikacji historycznych lub pamiętnikarskich.
W pododdziale prowadzi się jeden dziennik działań bojowych, natomiast w oddziale jeden za cały oddział oraz po jednym w każdym zespole SD. O liczbie prowadzonych dzienników decyduje szef sztabu. 
W dzienniku zapisuje się chronologicznie wszystkie wydarzenia mające miejsce w danej formacji lub komórce funkcjonalnej SD. Podaje się przy tym  datę i czas zdarzenia, jego przebieg, adresata danej informacji oraz zakres  podjętych działań. Można także zapisać inne uwagi dotyczące przedmiotowego zdarzenia. Nadaje się też mu odpowiednią klauzulę tajności.